# بول باور

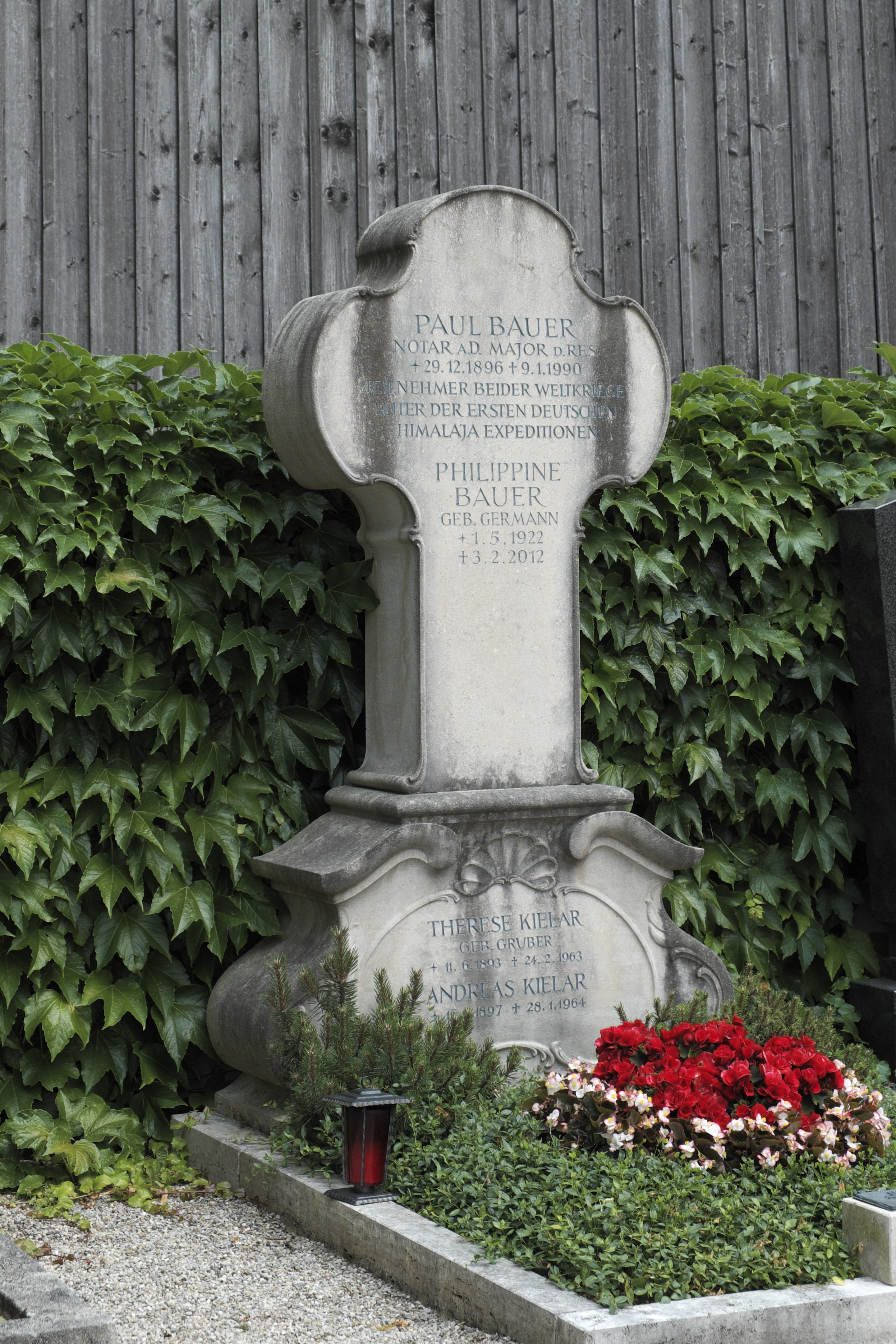
قبر الشاعر بول باور الالماني

بول باور (بالألمانية: Paul Bauer)‏ (و. 1896 – 1990 م) هو شاعر من الإمبراطورية الألمانية، وجمهورية فايمار، وألمانيا النازية، وألمانيا، ولد في كوزل، كان عضوًا في الحزب النازي، شارك في الألعاب الأولمبية الصيفية 1932، توفي في ميونخ، عن عمر يناهز 94 عاماً.

## روابط خارجية
- بول باور على موقع أوليمبيديا (الإنجليزية)